# Right Round
Singles de Flo Rida
Running Back
(2008) Feel It
(2009)
Singles par Kesha
Tik Tok
(2009)
Right Round est une chanson du rappeur américain Flo Rida extraite de son deuxième album studio R.O.O.T.S.. Le titre est sorti en radio, comme single principal de l'album, le 27 janvier 2009 et sorti numériquement le 10 février 2009 sous le label Poe Boy Entertainment et Atlantic Records. Les paroles de la chanson parlent du début d'un béguin pour une femme dans un club de striptease, alors que la musique intègre un échantillon de la chanson You Spin Me Round du groupe Dead or Alive dans le refrain. D'après Bruno Mars, le refrain fait référence à un coït buccal. La chanteuse Kesha contribue comme invité à la chanson mais n'est créditée qu'à l'international.
La chanson a reçu des critiques négatives de la part des critiques de musique, qui expliquent que la chanson est misogyne. Cependant, il s'agit d'un succès commercial, atteignant le top 10 dans 19 pays. Aux États-Unis, il s'agit du deuxième single numéro un de Flo Rida, et remporte le record de vente numérique lors de sa mise en vente. Le single est accompagné d'un clip vidéo qui est réalisé par Malcolm Jones. Le clip vidéo a été nommé pour un MTV Video Music Award. On peut également entendre cette chanson à la fin du premier volet de la trilogie Very Bad Trip.

## Développement et enregistrement
Right Round est écrite par Flo Rida, Dr Luke, Allan Grigg, Justin Franks, Philip Lawrence, Bruno Mars, Aaron Bay-Schuck, Pete Burns, Steve Coy, Mike Percy et Tim Lever. Elle est produite par Luke et Koool Kojak et contient un featuring de la chanteuse américaine Kesha, qui n'est crédité qu'à l'international. Pour Flo Rida, la chanson est sur « une jeune femme, elle est peut-être dans un club de striptease, et elle me fait tourner la tête [...]. Ou n'importe quelle jeune femme que je peux voir quand je marche dans la rue, et qui attire mon attention. [...] Je deviens fou d'elle ».
La chanson contient un échantillon de la chanson You Spin Me Round du groupe Dead or Alive sorti en 1984. Flo Rida explique que le titre a grandi pour arriver à un mélange de genres musicaux. Son A&R Aaron Bay-Schuck est à l'origine de l'idée d'échantillonner plusieurs rythmiques potentielles produites par DJ Frank E qu'il lui avait fait écouter sur CD et de la rythmique d'une chanson de Dead or Alive lui trottait dans la tête. Le co-A&R Mike Caren a fait connaitre l'échantillon à Flo Rida.
Comme R.O.O.T.S. est le deuxième album studio de Flo Rida, il veut montrer à son public que sa musique a grandi en élargissant ses horizons, ce pourquoi il décide d'enregistrer cette chanson. Après que Luke a produit le sample, la chanson est enregistrée. La chanson est d'abord enregistrée au studio Conway à Hollywood puis des enregistrements additionnels ont été enregistrés à Atlantic Studios à Hollywood.

## Paroles et musique
Musicalement, Right Round est une chanson aux styles Dirty South et hip-hop. La chanson utilise des thèmes récurrents des musiques de Flo Rida, des similarités sont relevés entre cette chanson et Low (2007), David Jeffries qualifie Right Round d'« héritière ».
Les paroles racontent l'histoire d'amis dans un club de striptease qui lancent de l'argent à une stripteaseuse. Le refrain de la chanson, est interprété par Flo Rida et Kesha qui reprend les paroles. Le refrain est une référence à un coït buccal, et peut-être à une fellation, par les paroles « Tu me fais tourner la tête en rond, en rond / Quand tu descends, quand tu descends, descends ». Bruno Mars, coauteur de la chanson, confirme dans une interview avec Entertainment Weekly que la chanson fait bien référence à un coït buccal. Le thème sexuel de la chanson est comparé à celui de la chanson If U Seek Amy (2009) de Britney Spears.

## Accueil

### Critiques musicaux
Les critiques musicaux ont un avis généralement plutôt négatif ou mitigé sur la chanson Right Round.
Pour Jon Caramanica du New York Times, il s'agit d'une chanson « bionique et vide ». Dans une critique de l'album R.O.O.T.S., Ken Capobianco du Boston Globe constate que, « sa musique est une sucrerie pour les oreilles qui doit rendre Britney (ndlr: Spears) envieuse, et où il veut se détacher de l'image de voyou ». Alex Fletcher de Digital Spy statue dans sa critique, « Il est assez difficile de ruiner un classique de la pop, mais Flo Rida donne un plutot bon coup de couteau ici ». Simon Vozick-Levinson d'Entertainment Weekly qualifie la chanson d'un « horrible remake de You Spin Me Around de Dead or Alive ».
Il y a également quelques critiques positives. Dont une vient de Fraser McAlpine de la BBC. Bill Lamb d'About.com commente, « On entend les échos d'un classique de la pop, mais cette nouvelle chanson repose sur ses propres fondations ».

## Crédits et personnels
- Dr. Luke – producteur, batterie, clavier, programmation
- Koool Kojak – producteur, batterie, clavier, programmation
- Emily Wright – enregistrement sonore, éditeur des voix
- Sam Holland – enregistrement sonore
- Aniela Gottwald – assistant éditeur des voix
- Chex Lunix – assistant éditeur des voix
- Juan Pablo Negrete Ortiz – enregistrement additionnel sonore
- Serban Ghenea – mixage audio
- John Hanes – ingénieur du son
- Tim Roberts – assistant Ingénieur du son
- Flo Rida – chant
- Kesha – chœur
- Philip Lawrence – voix additionnelle
- Gary « G » Silver – coordinateur de production
- Vanessa Silberman – coordinateur de production

## Classements et certifications
| Classement (2009)                       | Meilleure position |
| --------------------------------------- | ------------------ |
| Allemagne (Media Control AG)            | 4                  |
| Australie (ARIA)                        | 1                  |
| Autriche (Ö3 Austria Top 40)            | 2                  |
| Belgique (Flandre Ultratop 50 Singles)  | 2                  |
| Belgique (Wallonie Ultratop 50 Singles) | 1                  |
| Canada (Hot 100)                        | 1                  |
| Danemark (Tracklisten)                  | 3                  |
| Écosse (OCC)                            | 1                  |
| Pays-Bas (Single Top 100)               | 4                  |
| Europe                                  | 2                  |
| Finlande (Suomen virallinen lista)      | 3                  |
| France (SNEP)                           | 2                  |
| Irlande                                 | 1                  |
| Italie (FIMI)                           | 18                 |
| Nouvelle-Zélande (RMNZ)                 | 2                  |
| Norvège (VG-lista)                      | 2                  |
| Espagne (Promusicae)                    | 7                  |
| Suède (Sverigetopplistan)               | 2                  |
| Suisse (Schweizer Hitparade)            | 2                  |
| Royaume-Uni                             | 1                  |
| Royaume-Uni (UK R&B Chart)              | 1                  |
| États-Unis                              | 1                  |

| Classement (2009) | Position |
| ----------------- | -------- |
| Australie         | 5        |
| Canada            | 3        |
| Europe            | 16       |
| Allemagne         | 20       |
| Hongrie           | 8        |
| Italie            | 68       |
| Nouvelle-Zélande  | 7        |
| États-Unis        | 6        |
| Royaume-Uni       | 22       |

| Classement (2000-2009) | Position |
| ---------------------- | -------- |
| Australie              | 18       |
| États-Unis             | 80       |

| Pays             | Certifications |
| ---------------- | -------------- |
| Allemagne        | Or             |
| Australie        | 3 × Platine    |
| Autriche         | Or             |
| Finlande         | Or             |
| Nouvelle-Zélande | Platine        |
| Suisse           | Platine        |
| États-Unis       | 4 × Platine    |